# Valódi lappantyúformák
A valódi lappantyúformák (Caprimulginae) a madarak osztályának a lappantyúalakúak (Caprimulgiformes) rendjébe és a lappantyúfélék (Caprimulgidae) családjába tartozó alcsalád.

## Rendszerezés
Az alcsaládba az alábbi 15 nem és 80 faj tartozik:
- Gactornis – 1 faj
- Nyctipolus  – 2 faj
- Nyctidromus – 2 faj
- Phalaenoptilus – 1 faj
- Siphonorhis – 2 faj
- Nyctiphrynus – 4 faj
- Caprimulgus - 40 faj
- Setopagis  – 4 faj
- Antrostomus - 12 faj
- Hydropsalis  – 4 faj
- Uropsalis – 2 faj
- Macropsalis – 1 faj
- Eleothreptus  (Gray, 1840) – 2 faj
  - sarlósszárnyú lappantyú (Eleothreptus anomalus)
- Systellura – 2 faj
- Veles – 1 faj
- Macrodipteryx – 2 faj